# Кинематографический Реферат Бюро информации и пропаганды

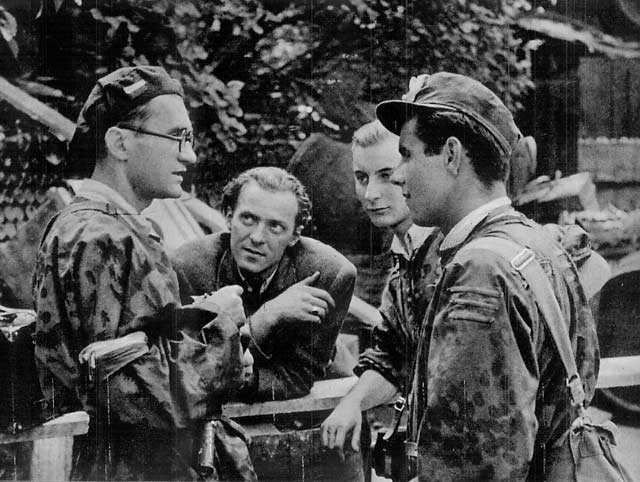
Ежи Зажицкий во время съёмок, Варшавское восстание, 1944 год

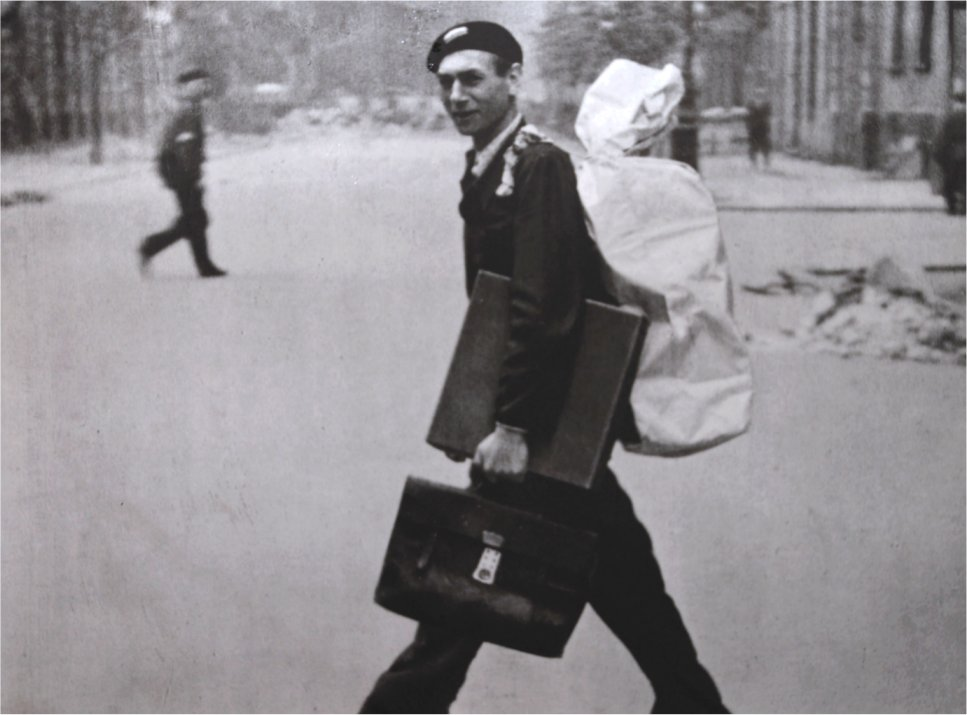
Вацлав Казьмерчак во время Варшавского восстания

Кинематографический Реферат Бюро информации и пропаганды (пол. Referat Filmowy BIP KG AK) — кинематографический отдел Бюро информации и пропаганды Главной комендатуры Армии Крайовой, основанный 1942 году. Действовал в подпольных условиях во время немецкой оккупации Польши.
Подчинялся непосредственно кинематографическо-информационному департаменту «А» Мобилизационной пропаганды «Rój» Отдела Бюро информации и пропаганды Главной комендатуры Армии Крайовой. Кинематографический Реферат также сотрудничал с фотографическим, издательским, радиовещательным и записывающим рефератами департамента А.
В состав Кинематографического Реферата входили польские режиссёры Антоний Богдзевич, Ежи Габрыельский, Северин Крушиньский, Ежи Зажицкий, Вацлав Казьмерчак, Анджей Анцута и Леонард Завиславский.
В первое время оккупации члены Кинематографического Реферата занимались в основном обучением кинематографии. Антоний Богдзевич создал в Варшаве подпольную студию «Tres photographic studio». Первые документальные хроники стали сниматься во время Варшавского восстания 1944 года. Первые фильмы были показаны во время восстания 13, 27 августа и 21 сентября в варшавском кинотеатре «Kino Palladium» на улице Златой, дом 13.